# Minador

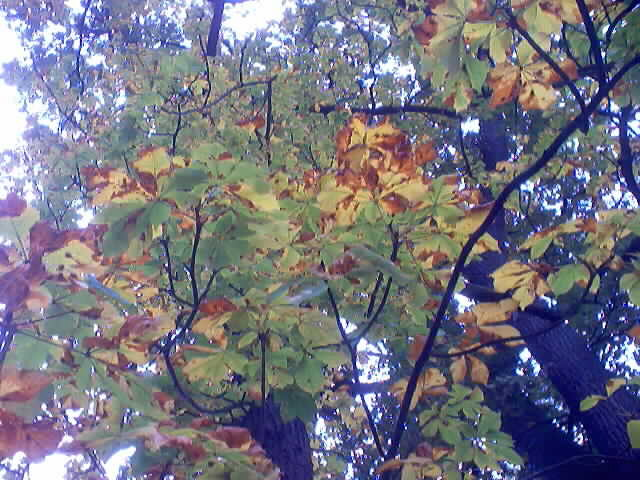
Danos causados por um minador a uma Castanheira das Índias.

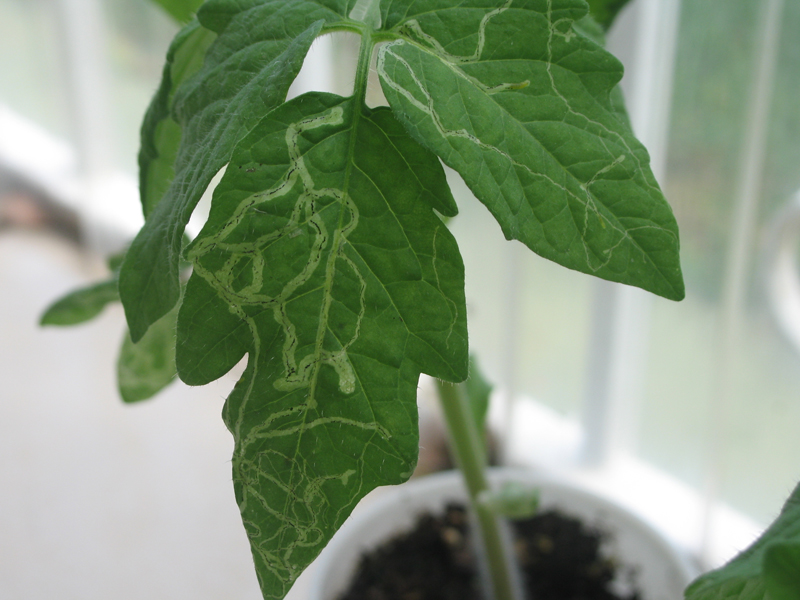
Danos causados por um minador a uma folha de tomateiro.

Minador é um termo técnico utilizado na agricultura e biologia que identificam larvas de insetos que vivem no interior dos tecidos das folhas. A maioria dos minadores são nocivos, causando danos nas plantas.